# Stare Pole (województwo lubelskie)
Stare Pole – wieś w Polsce położona w województwie lubelskim, w powiecie lubartowskim, w gminie Kamionka
Miejscowość do 31 grudnia 2020 była częścią wsi Kamionka a do 31 grudnia 2021 była częścią wsi Kozłówka.